# Erich Kühnhackl
Temple de la renommée de l'IIHF : 1997
Temple de la renommée allemand :
Erich Kühnhackl (né le 4 novembre 1946 à Citice en Tchécoslovaquie) est un joueur de hockey sur glace Allemand devenu entraîneur et dirigeant. Il est le père de Tom Kühnhackl.

## Carrière de joueur
En 1968, il débute avec l'EV Landshut dans le championnat d'Allemagne. Il a porté les couleurs des Kölner Haie et du HC Olten dans la LNA. Il a remporté quatre championnats d'Allemagne.
Il a représenté l'Allemagne de l'Ouest au niveau international. Il compte 211 sélections pour  131 buts. Il a participé de nombreuses éditions des championnats du monde ainsi qu'aux Jeux olympiques de 1976 (médaille de bronze), 1984.

## Trophées et honneurs personnels
Allemagne de l'Ouest
- 1978, 1980, 1983 : nommé joueur de l'année.

Jeux olympiques
- 1976 : meilleur passeur.
- 1984 : meilleur pointeur.